# 高山箕犀
高山箕犀（日语：／ Takayama Kisai，本名：李星昊），台灣旅日的自由插畫家。男性。

## 經歷
- 高中時期曾向老師說想從事遊戲行業，給他介紹一位從事遊戲製作的畢業生。並建議他先念完大學。所以他決定上大學[1]。
- 大學畢業之後在幕張展覽館兼差，但受到跟他讀同一所大學、程式設計師石川誠的邀請下，加入遊戲開發廠商Bits Laboratory，擔任原畫上色一職，隨後加入《真愛故事（日语：トゥルー・ラブストーリー）》系列的開發[1]。
- 後來，當《真愛故事》系列的製作班底決定另創GameCRAB工作室時，他也跟著跳槽過去。接著在《真愛故事3》遊戲負責繪製特典插圖。
- 在製作PS2《真愛故事 -Summer Days, and yet…》期間，由於負責該系列人物設計的松田浩二（日语：松田浩二）引退，他便臨危授命、負責該作品的人物設定。
- 製作完成這款遊戲之後，他離開了GameCRAB，成為自由插畫家。擔任2004年在大阪電視台播出的看板人物設計[2]。此外，並客串2005年發售的TYPE-MOON電腦遊戲《Fate/hollow ataraxia》（作為間桐櫻和Rider的花札組）。

## 人物
- 小學時期《機動戰士鋼彈》在電視上放映時，曾經在桌子上畫滿許多Dom[1]。
- 國中時期就創辦了電玩中心同好會的社團，但是每年總是將3000日元的社團經費用在重寫磁碟系統和脫衣麻將遊戲上[1]。
- 「箕犀」這個名字來自於他的祖父，是他特地借來取作日本名字的。
- 喜歡Mega Drive、《裝甲騎兵波德姆茲》、SUBARU。
- 被問到「假如家裡發生火災時，第一個會先搬出什麼」，本人的回答是《太空哈利（日语：スペースハリアー）》[1]。
- 與TYPE-MOON有很深的交情。這一切都始於他和奈須蘑菇一起打麻將[1]。
- 喜歡短髮女孩，並且總是很講究將它們納入角色設計的作品中。
- 在設計角色時，常常已經決定好配音員的形象和劇情。據說《君吻》主要角色的配音員除了演星乃結美的小清水亞美之外，都是由高山指定[來源請求]（唯一小清水是通過試鏡選出來的）。
- 在另一部作品《聖誕之吻》角色的配音人選大多也是由高山欽點選出[1]

## 參加作品
※2001年以前使用本名參加，2003年現在使用高山箕犀名義參加。
1997年
- 真愛故事 -Remember My Heart（日语：トゥルー・ラブストーリー）（圖畫）

1999年
- 真愛故事2（圖畫）
- 真愛故事 Fan disc（圖畫）

2001年
- 真愛故事3（圖畫）

2003年
- 真愛故事 -Summer Days, and yet…（圖畫、人物設定）

2004年
- （片頭動畫人物設定）

2005年
- Fate/hollow ataraxia（特別參與）
- 老虎的紙牌道中記（日语：とびだせ!トラぶる花札道中記）（插圖：間桐櫻、Rider）

2006年
- 君吻（圖畫、人物設定）

2009年
- 聖誕之吻（圖畫、人物設定）

2016年
- Fate/Grand Order（—2023年，部分人物設定）

2017年
- 清戀（原作、劇本統籌、編劇、人物原案）[3]

2020年
- ALESTE 精選集（日语：アレスタコレクション）}（封裝設計、GG ALESTE 3人物設定）[4]

## 外部連結
- （日語）—高山箕犀的官方個人部落格。
- 高山箕犀的X（前Twitter） （日語）